# Hygrotus ganglbaueri
Hygrotus ganglbaueri là một loài bọ cánh cứng trong họ Bọ nước. Loài này được Lomnicki miêu tả khoa học năm 1894.